# Gary Bailey
Pour les articles homonymes, voir Bailey.
Gary Richard Bailey (né le 9 août 1958 à Ipswich, Royaume-Uni) est un ancien footballeur anglais, évoluant au poste de gardien de but.

## Carrière
Gary Bailey grandit à Johannesburg, en Afrique du Sud. Après avoir obtenu une bourse, il s'inscrivit en première année à l'université du Witwatersrand à Johannesburg en 1975, et commença sa carrière avec le club professionnel de l'université, Wits University. En 1977, Bailey força le destin en décidant de partir seul pour l'Angleterre afin d'aller se présenter à Manchester United solliciter un essai. Au terme de ce voyage, qu'il paya de sa poche, on lui donna sa chance et il fut retenu. Il signa son premier contrat en janvier 1978 et débuta en équipe première en novembre 1978 contre Ipswich Town, le club pour lequel son père avait joué plus de 300 fois au même poste que lui dans les années 1950 et 1960. 
Connu pour ses arrêts impossibles, il le fut aussi pour les erreurs les plus grossières dans les sorties aériennes malgré son physique imposant. À Manchester, on parle encore de celle qu'il commit en finale de la Coupe d’Angleterre contre Arsenal en 1979, qui permit à Alan Sunderland d'inscrire le but vainqueur (2-3). Le grand blond se vengea en remportant deux fois cette fameuse FA Cup en 1983 et 1985. 
Il fut sélectionné pour l'équipe d'Angleterre à deux reprises et participa à la Coupe du monde au Mexique en 1986 en tant que deuxième gardien derrière Peter Shilton. Cette année-là, il contracta une blessure au genou qui ne se guérit vraiment jamais et dut mettre un terme à sa carrière professionnelle en 1987, à l'âge de seulement 28 ans. 
Il décida alors de retourner en Afrique du Sud, où sa famille se trouvait (son épouse est originaire du Cap). Il joua deux saisons supplémentaires dans les buts du plus grand club du pays, les Kaizer Chiefs, avec lesquels il remporta pas moins de cinq trophées. 
Gary Bailey se reconvertit dans les médias, d'abord à la radio, puis dès 1990 comme consultant pour la télévision. Il travaille aujourd'hui pour la chaîne de télévision sud-africaine Supersport comme commentateur des matchs de la première division de football locale, la Castle Premiership, et les compétitions anglaises (championnat et coupes). Il fait partie des ambassadeurs chargés de promouvoir la Coupe du monde de football 2010 qui se tient en Afrique du Sud. Il est diplômé de physique (MBA).

## Palmarès

### En club
- Champion d'Afrique du Sud en 1989 avec les Kaizer Chiefs
- Vainqueur de la FA Cup en 1983 et en 1985 avec Manchester United
- Vainqueur de la Coupe de la Ligue d'Afrique du Sud en 1988 et 1989 avec les Kaizer Chiefs
- Vainqueur du BP Top Eighten 1989 avec les Kaizer Chiefs
- Vice-Champion d'Angleterre en 1980 avec Manchester United
- Finaliste de la FA Cup en 1979 avec Manchester United

### Enéquipe d'Angleterre
- 2 sélections en 1985
- Participation à la Coupe du monde en 1986

### Statistiques
- 373 matchs avec Manchester United, dont 294 matchs de Premier League, 31 de FA Cup, 28 de League Cup et 20 de Coupe d'Europe.